# Sinagoga (Cabo Verde)
Sinagoga es una localidad caboverdiana del municipio de Ribeira Grande.

## Localización
Está situada en la costa, a 4 kilómetros al este de Ribeira Grande y 18 km al norte de la capital de la isla, Porto Novo. 
Sinagoga está conectada con la carretera que une Ribeira Grande y Pombas y, desde 2009, Porto Novo vía Pombas. Su elevación es de entre 20 y 40 metros.

## Toponimia
Su nombre proviene de la palabra "Sinagoga", en portugués lugar de culto de los judíos, por el número de judíos que vivían durante el siglo XVIII en la isla.

## Organización territorial
La localidad abarca los lugares y barrios de:
- Cabo da Ribeira
- Chã das Furnas
- Esponjeiros
- Lombinho
- Sinagoga
- Tchetchenia

## Cultura
Su club de fútbol es el Sinagoga FC, uno de los dos clubes más recientes que compitieron en el Campeonato Caboverdiano de Fútbol en 2016.

## Geología
También tiene una formación rocosa conocida como el Grupo de Roca Volcánica Sinagoga que se formó entre 700 000 y 300 000 años atrás, consistente en rocas de nefelita y basanita.

## Clima

Las precipitaciones anuales son 291 milímetros, las temperaturas son iguales en las partes bajas de la isla que van de 20 a 26⋅C. La precipitación más intensa es en septiembre midiendo 128 mm, la más húmeda de la isla, el mes más seco no tiene precipitación entre abril y julio.
| Parámetros climáticos promedio de Sinagoga, 20–40 metres ASL | Parámetros climáticos promedio de Sinagoga, 20–40 metres ASL | Parámetros climáticos promedio de Sinagoga, 20–40 metres ASL | Parámetros climáticos promedio de Sinagoga, 20–40 metres ASL | Parámetros climáticos promedio de Sinagoga, 20–40 metres ASL | Parámetros climáticos promedio de Sinagoga, 20–40 metres ASL | Parámetros climáticos promedio de Sinagoga, 20–40 metres ASL | Parámetros climáticos promedio de Sinagoga, 20–40 metres ASL | Parámetros climáticos promedio de Sinagoga, 20–40 metres ASL | Parámetros climáticos promedio de Sinagoga, 20–40 metres ASL | Parámetros climáticos promedio de Sinagoga, 20–40 metres ASL | Parámetros climáticos promedio de Sinagoga, 20–40 metres ASL | Parámetros climáticos promedio de Sinagoga, 20–40 metres ASL | Parámetros climáticos promedio de Sinagoga, 20–40 metres ASL |
| Mes                                                          | Ene.                                                         | Feb.                                                         | Mar.                                                         | Abr.                                                         | May.                                                         | Jun.                                                         | Jul.                                                         | Ago.                                                         | Sep.                                                         | Oct.                                                         | Nov.                                                         | Dic.                                                         | Anual                                                        |
| ------------------------------------------------------------ | ------------------------------------------------------------ | ------------------------------------------------------------ | ------------------------------------------------------------ | ------------------------------------------------------------ | ------------------------------------------------------------ | ------------------------------------------------------------ | ------------------------------------------------------------ | ------------------------------------------------------------ | ------------------------------------------------------------ | ------------------------------------------------------------ | ------------------------------------------------------------ | ------------------------------------------------------------ | ------------------------------------------------------------ |
| Temp. máx. media (°C)                                        | 23.3                                                         | 23.1                                                         | 23.6                                                         | 24.1                                                         | 24.9                                                         | 25.6                                                         | 26.4                                                         | 27.4                                                         | 27.6                                                         | 27.4                                                         | 26.4                                                         | 24.3                                                         | 25.3                                                         |
| Temp. media (°C)                                             | 21.4                                                         | 21.2                                                         | 21.5                                                         | 21.9                                                         | 22.7                                                         | 23.6                                                         | 24.3                                                         | 25.4                                                         | 25.8                                                         | 25.5                                                         | 24.4                                                         | 22.6                                                         | 23.4                                                         |
| Temp. mín. media (°C)                                        | 19.6                                                         | 19.3                                                         | 19.5                                                         | 19.8                                                         | 20.6                                                         | 21.7                                                         | 22.3                                                         | 23.5                                                         | 24.1                                                         | 23.7                                                         | 22.5                                                         | 21.0                                                         | 21.5                                                         |
| Lluvias (mm)                                                 | 14                                                           | 5                                                            | 1                                                            | 0                                                            | 0                                                            | 0                                                            | 11                                                           | 44                                                           | 128                                                          | 44                                                           | 26                                                           | 18                                                           | 291                                                          |
| Fuente: Climate-Data.ORG 5 de enero de 2014                  |                                                              |                                                              |                                                              |                                                              |                                                              |                                                              |                                                              |                                                              |                                                              |                                                              |                                                              |                                                              |                                                              |